# Mina canta Sinatra
Mina canta Sinatra, pubblicato nel 2007, è una raccolta (solo CD) della cantante italiana Mina.
Questa raccolta non è inclusa nella discografia sul sito ufficiale minamazzini.com.

## Il disco
Tutti i brani sono stati incisi in origine da Frank Sinatra, la raccolta contiene pezzi pubblicati a metà degli anni '60.
Alcuni sono stati reincisi da Mina in anni più recenti.
- Angel eyes
- The nearness of you

vedi L'allieva del 2005
- Everything happens to me

vedi Lochness del 1993

## Tracce
1. Angel eyes - 2:24 - : (Matt Dennis-Earl Brent) Edizioni Warner/Chappell 1964
2. Full moon and empty arms - 2:46 - : (Ted Mossman-Buddy Kaye) Edizioni Barton Music 1966
3. Stars fell on Alabama - 3:16 - : (Mitchell Parish-Frank Perkins) Edizioni Francis Day 1966
4. My melancholy baby - 3:22 - : (George Norton-Ernie Burnett) Edizioni Francis Day 1966
5. You go to my head - 2:58 - : (J. Fred Coots-Haven Gillespie) Edizioni Warner/Chappell 1964
6. Stella by starlight - 2:25 - : (Victor Young-Ned Washington) Edizioni Curci 1964
7. Ebb tide - 2:45 - : (Carl Sigman-Robert Maxwell) Edizioni Curci 1966
8. I'm a Fool to Want You - 1:57 - : (Frank Sinatra-Jack Wolf-Joel Heron) Edizioni Barton Music 1966
9. I'm glad there is you - 2:27 - : (Jimmy Dorsey-Paul Madeira) Edizioni Warner/Chappell 1966
10. The nearness of you - 2:39 - : (Hoagy Carmichael-Ned Washington) Edizioni Warner/Chappell 1964
11. Everything happens to me - 2:40 - : (Tom Adair/Matt Dennis) Edizioni Curci 1964